# علاء عبدالفتاح
علاء عبد الفتاح (عربی مصری: علاء أحمد سیف عبد الفتاح، IPA: [ʕæˈlæ:ʔ ˈæħmæd ˈse:f ʕæbdelfatˈtæ:ħ]؛ متولد ۱۸ نوامبر ۱۹۸۱)، یک وبلاگ نویس مصری، توسعه‌دهنده نرم‌افزار و یک فعال سیاسی است. پدرش یک وکیل حقوقی و فعال حقوق بشر بود که در سال ۱۹۸۳ دستگیر و به پنج سال زندان محکوم شد. او یکی از بانیان مرکز خقوقی حشام مبارک بود. عبدالفتاح در توسعه نسخه‌های عربی زبان نرم‌افزار و سیستم عامل‌ها فعال بوده‌است. او در مصر به دلیل یک اعتراض سیاسی بدون درخواست مجوز در مصر زندانی شد، گرچه در تاریخ ۲۳ مارس ۲۰۱۴ او با وثیقه آزاد شد. او در ۱۵ سپتمبر ۲۰۱۴ دوباره بازداشت شد. سپس به‌طور غیرمستقیم به یک ماه زندان محکوم شد. و در نهایت در فوریه ۲۰۱۵، پنج سال حبس محکوم شد.
اتهام‌های او «هماهنگی تظاهرات غیرقانونی» و «حمله به یک مأمور پلیس» عنوان و به علت آنها به ۵ سال حبس محکوم شده بود. او در ۹ فروردین ۱۳۹۸ پس تحمل ۵ سال حبس از زندان آزاد شد. گرچه او باید ۵ سال دیگر تحت نظر پلیس بماند. او در سال ۲۰۱۳ و پس از صدور حکم زندان طی بیانیه‌ای گفته بود: «من به حکم اعتراضی ندارم. باعث افتخار و سربلندی است که به عنوان مسئول برگزاری تظاهراتی شناخته شوم که مخالف قانونی کردن مقدمات برای بازگشت دوره مبارک است.»